# 1708
1708. је била проста година.

## Догађаји

### Јануар
- 6. јануар — Крушедолски сабор

### Датум непознат
- Википедија:Непознат датум — Трећина становништва Мазурије умрла од куге.

## Смрти

### Октобар
- 1. октобар — Џон Блоу, британски композитор (*1649)
- 24. октобар — Секи Кова, јапански математичар. (*1642).